# Динептунат(VI) натрия
Динептуна́т(VI) на́трия — неорганическое соединение,
комплексный оксид нептуния и натрия
с формулой Na2Np2O7,
кристаллы,
образует кристаллогидраты.

## Получение
- Нагревание смеси оксидов натрия и нептуния.
- Разложение триацетата нептунила-натрия NaNp2O(CH3COO)3 при отжиге на воздухе при 700 °C в течение 1,5 часа[1]:

2NaNp2O(CH3COO)3 + 12O2 → Na2Np2O7 + 12CO2 + 9H2O.
Ацетат предварительно получается путём растворения гидроксида нептуния(VI) в горячей уксусной кислоте, добавления раствора ацетата натрия в уксусной кислоте и осаждения.

## Физические свойства
Динептунат(VI) натрия образует кристаллы моноклинной сингонии, пространственная группа C2/m, параметры ячейки a = 1,2779 нм, b = 0,7822 нм, c = 0,6902 нм, β = 111,46°.
.
Образует кристаллогидрат состава Na2Np2O7·3H2O.